# ألبا مادونا
ألبا مادونا عبارة عن زيت توندو (دائري) على الخشب تم نقله إلى لوحة قماشية لفنان عصر النهضة الإيطالي رافائيلتم إنشاؤه عام 1511 تصور مريم ويسوع ويوحنا المعمدان  في الريف الإيطالي النموذجي

## روابط خارجية
- مصدر اللوحة
- smARThistory: ألبا مادونا لرافائيل
- </img>